# Marie de Valence
Marie de Valence de son vrai nom Marie Aimar dite Teyssonnier est une mystique catholique née en 1576 à Soyons (Ardèche) et morte le 1er avril 1648.

## Biographie
Sa famille ayant quitté Valence en raison de son adhésion à la religion réformée, Marie naît à Soyons, puis est baptisée selon les sacrements de cette religion. Après le décès de son père, sa mère se remarie avec Antoine Guillon qui ramène sa nouvelle famille au catholicisme et l'installe à Valence.
Mariée à 16 ans avec Mathieu Pouchelon, un notaire protestant de La Baume-Cornillane, Marie vit peu avec lui. Il décède en 1602.
Réfugiée très tôt dans la prière et le mysticisme, Marie est remarquée par le père Cotton, un jésuite du collège de Tournon-sur-Rhône qui va l'encourager à apprendre à lire et à persévérer dans sa foi. Devenue veuve, elle s'y consacre entièrement.
Le père Cotton, devenu confesseur du roi, fait son éloge à la cour, si bien que sa réputation devient telle que de nombreux et illustres personnages viennent la rencontrer à Valence : Louis XIII, la reine Anne d'Autriche, Richelieu, Marie de Médicis, saint François de Sales, saint Vincent de Paul, etc.
Connue dans tout le royaume sous le nom de Marie de Valence, elle suscite ferveur, respect et admiration jusqu'à sa mort. Elle est ensuite rapidement oubliée, du fait des polémiques entourant l'ordre des Jésuites, dont elle était proche.

## Œuvre
- Le Chasteau, ou Palais de la Vierge d'amour, contenant quarante chambres, qui désignent quarante vertus, ou perfections de Nostre-Dame, 1653, en ligne